# Самостална либерална странка
Самостална либерална странка је српска политичка странка на Косову и Метохији. Председник странке је Слободан Петровић.

## Историја
Самостална либерална странка је основана 27. јануара 2006. године у Грачаници. Први пут су учествовали на парламентарним изборима 2007. године када су освојили 3 места у скупштини.
На парламентарним изборима на Косову, који су одржани 12. децембра 2010. године, странка је освојила 2,1% гласова грађана, тј. 8 од укупно 120 места у скупштини Косова. Хашим Тачи чија је Демократска странка Косова добила највећи број гласова на изборима потписала је 19. фебруара коалициони споразум са председником СЛС–а Слободаном Петровићем, тиме је СЛС добио министарство локалне самоуправе, министарство за повратак и министарство рада и социјалног старања.
На парламентарним изборима 2014. године била је део коалиције Српска листа. Српска листа је освојила 10 мандата, а од тог броја Самосталној либералној странци је припало 4 мандата.
На парламентарним изборима 2017. странка је освојила 0,48% гласова, тј. 1 од укупно 120 места у скупштини Косова.